# Images malgré tout
Images malgré tout est un ouvrage de Georges Didi-Huberman, paru en 2003 aux Éditions de minuit.

## Contexte

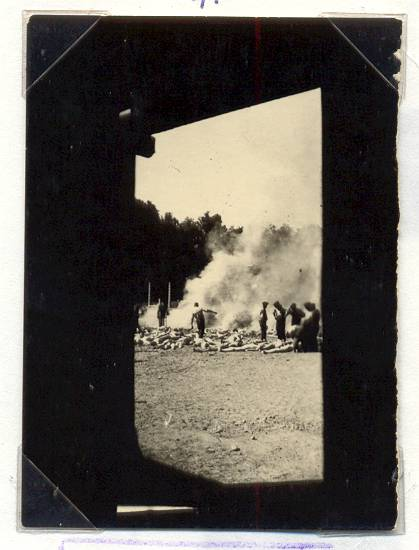
Cliché 280 de la série des photographies dites du Sonderkommando (détail). La photographie est prise en août 1944 depuis l'intérieur de la chambre à gaz du d'Auschwitz.

La première partie de l'ouvrage, Images malgré tout, est un texte rédigé par Didi-Huberman à l'occasion de l'exposition Mémoire des camps. Photographies des camps de concentration et d'extermination nazis (1933–1999), en 2001, à l'hôtel de Sully. Il paraît la même année dans le catalogue collectif de l'exposition, dirigé par l'historien Clément Chéroux. Le texte porte sur les quatre photographies du Sonderkommando d'Auschwitz, prises clandestinement au crématoire V par des détenus affectés au Sonderkommando, et extraites du camp par la résistance polonaise. 
Pour l'auteur, ces rares images, « quatre bouts de pellicule arrachés de l'enfer », sont les seules qui, prises par des hommes voués à la mort – les membres des Sonderkommandos étaient systématiquement éliminés parce qu'ils en savaient trop – laissent apercevoir ce qui s'accomplit là : « L'inimaginable y est visible, irréfutablement. Il n'y a aucun moyen pour l'œil et la mémoire d'échapper à ce qui s'est inscrit sur ces négatifs ». Didi-Huberman « conclut que ces photos sauvées sont “infiniment précieuses”, d'autant plus qu'elles exigent “l'effort d'une archéologie”, c'est-à-dire observation, méditation, interrogation ».
L'exposition reçoit un bon accueil critique, mais suscite rapidement une controverse à laquelle prend part dès le 18 janvier Claude Lanzmann, puis Gérard Wajcman et Élisabeth Pagnoux pour Les Temps modernes (dont Claude Lanzmann est le directeur depuis 1986). L'ouvrage de Didi-Huberman qui paraît en 2003 reprend son texte de 2001, complété par un essai intitulé Malgré l'image toute, et qui entend répondre aux attaques formulées par ces détracteurs.

## Thèse

### Lecture des photographies du Sonderkommando
L'auteur propose d'abord une lecture phénoménologique de quatre photographies clandestines, prises par des détenus affectés au Sonderkommando à Auschwitz en août 1944. Ainsi,

« Didi-Huberman construit son approche de l'image, contre l'iconologie panofskienne verrouillée par le lisible, dans les termes d'une phénoménologie du regard : c'est une approche qui pense l'image dans son mouvement d'apparition au corps et au regard, dans un processus d'accès progressif et toujours retardé, partiel et incomplet à la visibilité ; [...] la question de la visibilité est au cœur même de la Shoah, à l'articulation du voir et du savoir ; Didi-Huberman rappelle qu'au sein d'Auschwitz il y avait deux laboratoires photographiques, ce qui lui permet de parler d'une "pornographie de la tuerie" ; les déportés voyaient, les SS voyaient ; le partage entre le camp d'extermination vs le foyer familial du bourreau est un dispositif de clivage ; certains, ceux qui habitaient autour du camp, ne voulaient pas voir, ou détournaient le regard, les négationnistes ne veulent pas voir ».

Pour l'auteur, certains membres du Sonderkommando ont tout fait pour abriter leurs témoignages, pour lutter contre l'effacement, l'invisibilité, la disparition « finale » et contre l'ignorance. Devant la certitude d'une fin prochaine, et devant l'impossibilité future d'imaginer la réalité concrète du processus génocidaire, c'est donc « dans la pliure de ces deux impossibilités — disparition prochaine du témoin, irreprésentabilité certaine du témoignage — qu'a surgi l'image photographique. Un jour d'été 1944, les membres du Sonderkommando ont éprouvé l'impérieuse nécessité, ô combien dangereuse pour eux, d'arracher à leur infernal travail quelques photographies susceptibles de porter témoignage sur l'horreur spécifique et l'ampleur du massacre ».

### Controverse
La critique de Claude Lanzmann est d'abord dirigée contre l'ensemble de l'exposition de 2001 : il dénonce « le risque de tout mélanger, de ne pas établir de hiérarchies » alors que l'exposition explore en trois parties chronologiques la période des camps (1933–1945), puis l'heure de la libération (1945), et enfin le temps de la mémoire (1945–1999). Il reproche au texte de Didi-Huberman une « insupportable cuistrerie interprétative », et lui prête l'intention de faire de ces quatre images des fétiches. Plus généralement, en indiquant sa propre méfiance, voire défiance envers l'archive historique, il indique que le véritable problème reste celui du statut de la photographie, incapable d'attester de la vérité.
L'article de Gérard Wajcman dans Temps modernes est intitulé « De la croyance photographique »,. Il fait suite à une controverse qui opposait déjà, en 1998, l'auteur à Jean-Luc Godard sur la question de la représentation de la Shoah,. Élisabeth Pagnoux, dans le même numéro, livre une analyse intitulée Reporter photographe à Auschwitz. Pour Le Monde, il s'agit de deux articles violents.
Didi-Huberman s'emploie, dans la seconde partie de l'ouvrage — Malgré l'image toute — à réfuter ces critiques. Selon lui, Wajcman,  Pagnoux comme Lanzmann s'appuient sur l'argument de l'indicible et de l'infigurable :  si ce qui s'est passé dans les camps d'extermination dépasse tout entendement, alors aucune image ni aucun mot ne peut rendre compte d'une telle horreur. Dans cette opposition qui porte à la fois sur l'archive et son statut, mais aussi sur le rapport entre image, savoir et histoire, l'image doit cependant être regardée pour ce quelle est, une archive qui montre une parcelle de réalité. L'image est ainsi toujours dans « un travail dialectique » entre montrer et voiler : elle ne montre pas tout et elle ne voile pas tout. Ainsi, « il suffit d'avoir posé une fois son regard sur ce reste d'image, cet erratique corpus d'images malgré tout, pour sentir qu'il n'est plus possible de parler d'Auschwitz dans les termes absolus — généralement bien intentionnés, apparemment philosophiques, en réalité paresseux — de l'indicible et de l'inimaginable »,.
La controverse se poursuit à nouveau en 2004, lorsque Jacques Henric pour Art Press prend la défense du travail de Didi-Huberman, dont il estime qu'en prenant appui, mais en la dépassant, sur la polémique de 2001, l'auteur développe dans son livre une réflexion sur la nature et les pouvoirs de l'image. Élisabeth Pagnoux publie dans la même revue un droit de réponse.
La controverse devient elle-même objet d'étude en 2014.

## Postérité
Georges Didi-Huberman publie en 2011 Écorces : comme dans Images malgré tout, il y revient sur la question de l'histoire, de la mémoire et des images. Sa façon de réinterroger ces images est cependant très différente, puisque le registre et la forme sont ceux du « récit-photo » d'une déambulation contemporaine.
En 2015, l'ouvrage de Didi-Huberman est évoqué comme un « classique » de la réflexion philosophique et historique. En 2018, Jacques Munier pour France culture indique : « comment l’inimaginable peut-il être documenté par des ressources qui en appellent à l’imaginable, et quel statut leur conférer dans la connaissance historique – notamment comme archive – telles étaient les questions débattues par le philosophe » dans Images malgré tout.
En 2019, Images malgré tout est traduit en hébreu et publié en Israël avec le soutien de la Fondation pour la mémoire de la Shoah,.